# Sommerbiathlon-Europameisterschaften 2013
Die 10. offenen Sommerbiathlon-Europameisterschaften 2013 fanden vom 2. bis 4. August im estnischen Haanja statt. Die Wettbewerbe wurden in den Crosslauf-Disziplinen Sprint sowie Verfolgung bei Männern und Frauen und in der Mixed-Staffel ausgetragen. Es war die höchstwertige Veranstaltung im Crosslauf-Biathlon des Jahres und folgte auf die Rennen des IBU-Sommercup 2013.
Erfolgreichste Nation war Russland mit zwei von fünf möglichen Titeln. Sergei Balandin wurde mit zwei Titeln auch der erfolgreichste Einzelteilnehmer. Erfolgreichste Frau war Judith Wagner, die je eine Gold-, Silber- und Bronzemedaille gewann und damit erstmals einen Europameisterschaftstitel nach Deutschland holte.

## Männer

### Sprint 4 km
| Platz | Sportler                   | Zeit    | Schieß- fehler |
| ----- | -------------------------- | ------- | -------------- |
| 1     | Sergei Balandin            | 15:02.1 | 0+0            |
| 2     | Ruslan Nasirov             | +8.7    | 2+2            |
| 3     | Alexander Katschanowski    | +11.6   | 0+2            |
| 4     | Indrek Tobreluts           |         |                |
| 5     | Iwan Morawskyj             |         |                |
| 6     | Maxim Albertowitsch Adijew |         |                |
| 7     | Kauri Kõiv                 |         |                |
| 8     | Aliaksandr Knatsko         |         |                |
| 9     | Tomas Kaukėnas             |         |                |
| 10    | Peter Kazár                |         |                |
| 11    | Iwan Bogdanow              |         |                |
| 12    | Tomáš Bystřický            |         |                |
| 13    | Toms Praulītis             |         |                |
| 14    | Murod Hodjibayev           |         |                |
| 15    | Oleksij Petrenko           |         |                |
| 16    | Václav Bitala              |         |                |
| 17    | Karolis Zlatkauskas        |         |                |
| 17    | Edgars Piksons             |         |                |
| 19    | Ihor Harbus                |         |                |
| 20    | Witali Kabardin            |         |                |
| 21    | Andrei Swoboda             |         |                |
| 22    | Tobias Giering             |         |                |
| 23    | Michael Herr               |         |                |
| 24    | Aleksandrs Patrijuks       |         |                |
| 25    | Roland Lessing             |         |                |
| 26    | Karol Dombrovski           |         |                |
| 27    | Rolands Pužulis            |         |                |
| 28    | Jaan Koolmeister           |         |                |
| 29    | Peeter Kirss               |         |                |
| 30    | Rando Kaljuvee             |         |                |
| 31    | Lukas Olejar               |         |                |
| 32    | Nauris Birkentals          |         |                |

Datum: Samstag, 3. August 2013, 12:30 Uhr

Es starteten alle 32 gemeldeten Athleten aus zehn Ländern.
Das Rennen der Junioren gewann  Georgii Sennikov vor  Hendrik Berner und  Pavel Shelkovkin.

### Verfolgung 6 km
| Platz | Sportler                   | Zeit | Schieß- fehler |
| ----- | -------------------------- | ---- | -------------- |
| 1     | Sergei Balandin            |      |                |
| 2     | Indrek Tobreluts           |      |                |
| 3     | Ruslan Nasirov             |      |                |
| 4     | Maxim Albertowitsch Adijew |      |                |
| 5     | Alexander Katschanowski    |      |                |
| 6     | Iwan Morawskyj             |      |                |
| 7     | Tomas Kaukėnas             |      |                |
| 8     | Michael Herr               |      |                |
| 9     | Toms Praulītis             |      |                |
| 10    | Oleksij Petrenko           |      |                |
| 11    | Karolis Zlatkauskas        |      |                |
| 12    | Peter Kazár                |      |                |
| 13    | Ihor Harbus                |      |                |
| 14    | Aliaksandr Knatsko         |      |                |
| 15    | Tomáš Bystřický            |      |                |
| 16    | Václav Bitala              |      |                |
| 17    | Witali Kabardin            |      |                |
| 18    | Tobias Giering             |      |                |
| 19    | Rolands Pužulis            |      |                |
| 20    | Iwan Bogdanow              |      |                |
| 21    | Karol Dombrovski           |      |                |
| 22    | Andrei Swoboda             |      |                |
| 23    | Murod Hodjibayev           |      |                |
| 24    | Rando Kaljuvee             |      |                |
| 25    | Jaan Koolmeister           |      |                |
| 26    | Peeter Kirss               |      |                |
| 27    | Lukas Olejar               |      |                |
| 28    | Nauris Birkentals          |      |                |

Datum: Sonntag, 4. August 2013, 12:31 Uhr

Es starteten 28 der qualifizierten 32 Athleten aus zehn Ländern. Nicht mehr an den Start gingen  Kauri Kõiv,  Edgars Piksons,  Aleksandrs Patrijuks und  Roland Lessing. Tomas Kaukėnas erhielt eine Zeitgutschrift von 15 Sekunden, da der Schießstand Fehlerhaft war, Murod Hodjibayev erhielt nach der Disziplinarregel 5.3 der IBU eine Zeitstrafe von 30 Sekunden.
Das Rennen der Junioren gewann  Georgii Sennikov vor  Oleksandr Dudkov und  Kirill Komarov.

## Frauen

### Sprint 3 km
| Platz | Sportler              | Zeit | Schieß- fehler |
| ----- | --------------------- | ---- | -------------- |
| 1     | Judith Wagner         |      |                |
| 2     | Pavla Schorná         |      |                |
| 3     | Irina Kudrizkaja      |      |                |
| 4     | Switlana Krikontschuk |      |                |
| 5     | Baiba Bendika         |      |                |
| 6     | Ksenija Pljaskina     |      |                |
| 7     | Thordis Arnold        |      |                |
| 8     | Kadri Lehtla          |      |                |
| 9     | Alexandra Walischina  |      |                |
| 10    | Kristel Viigipuu      |      |                |
| 11    | Jelena Kulakowa       |      |                |
| 12    | Jelena Jarkowa        |      |                |
| 13    | Natalija Kočergina    |      |                |
| 14    | Julija Sasonowa       |      |                |
| 15    | Vladimíra Točeková    |      |                |
| 16    | Žanna Juškāne         |      |                |
| 17    | Tatjana Kasakowa      |      |                |
| 18    | Kumushoy Matyokubova  |      |                |
| 19    | Tetjana Tratschuk     |      |                |
| 20    | Martina Darmová       |      |                |
| 21    | Nadija Bjelkina       |      |                |
| 22    | Marina Hmelevskaya    |      |                |
| 23    | Diana Rasimovičiūtė   |      |                |
| 24    | Kelly Vainlo          |      |                |
| 25    | Tamara Schijff        |      |                |

Datum: Samstag, 3. August 2013, 15:08 Uhr

Es starteten alle 32 gemeldeten Athleten aus elf Ländern.
Das Rennen der Juniorinnen gewann  Leisan Bikhtasheva vor  Yuliya Zhurakov und  Margarita Yarostova.

### Verfolgung 5 km
| Platz | Sportler              | Zeit | Schieß- fehler |
| ----- | --------------------- | ---- | -------------- |
| 1     | Pavla Schorná         |      |                |
| 2     | Judith Wagner         |      |                |
| 3     | Jelena Jarkowa        |      |                |
| 4     | Ksenija Pljaskina     |      |                |
| 5     | Irina Kudrizkaja      |      |                |
| 6     | Switlana Krikontschuk |      |                |
| 7     | Thordis Arnold        |      |                |
| 8     | Tetjana Tratschuk     |      |                |
| 9     | Vladimíra Točeková    |      |                |
| 10    | Alexandra Walischina  |      |                |
| 11    | Žanna Juškāne         |      |                |
| 12    | Tatjana Kasakowa      |      |                |
| 13    | Kadri Lehtla          |      |                |
| 14    | Jelena Kulakowa       |      |                |
| 15    | Kristel Viigipuu      |      |                |
| 16    | Iuliia Sazonova       |      |                |
| 17    | Baiba Bendika         |      |                |
| 18    | Nadija Bjelkina       |      |                |
| 19    | Marina Hmelevskaya    |      |                |
| 20    | Kumushoy Matyokubova  |      |                |
| 21    | Martina Darmová       |      |                |
| 22    | Kelly Vainlo          |      |                |
| 23    | Tamara Schijff        |      |                |

Datum: Sonntag, 4. August 2013, 15:07 Uhr

Es starteten 23 der 25 qualifizierten Athletinnen aus zehn Ländern. Nicht mehr an den Start gingen  Natalija Kočergina und  Diana Rasimovičiūtė. Kumushoy Matyokubova und Kelly Vainlo erhielten nach IBU-Regel 5.5a eine zweiminütige Zeitstrafe.
Das Rennen der Juniorinnen gewann  Yuliya Zhurakov vor  Leisan Bikhtasheva und  Margarita Yarostova.

## Mixed-Staffel 2 × 3 + 2 × 4 km
| Platz | Land        | Sportler                                                                      | Zeit | Schießfehler + Nachlader |
| ----- | ----------- | ----------------------------------------------------------------------------- | ---- | ------------------------ |
| 1     | Ukraine     | Switlana Krikontschuk Tetjana Tratschuk Iwan Morawskyj Ihor Harbus            |      |                          |
| 2     | Russland    | Alexandra Walischina Irina Kudrizkaja Alexander Katschanowski Sergei Balandin |      |                          |
| 3     | Deutschland | Judith Wagner Thordis Arnold Tobias Giering Michael Herr                      |      |                          |
| 4     | Estland     | Kristel Viigipuu Johan Talihärm Indrek Tobreluts Kauri Kõiv                   |      |                          |
| 5     | Lettland    | Baiba Bendika Žanna Juškāne Toms Praulītis Edgars Piksons                     |      |                          |
| 6     | Belarus     | Ksenija Pljaskina Aliona Lutsykovich Aliaksandr Knatsko Uladzislau Miadziukha |      |                          |
| 7     | Tschechien  | Pavla Schorná Anna Puskarčíková Tomáš Bystřický Václav Bitala                 |      |                          |
| 8     | Slowakei    | Vladimíra Točeková Martina Darmová Lukáš Olejár Peter Kazár                   |      |                          |
| 9     | Usbekistan  | Marina Hmelevskaya Kumushoy Matyokubova Murod Hodjibayev Ruslan Nasirov       |      |                          |

Datum: Freitag, 2. August 2013, 12:31 Uhr

Es starteten alle neun gemeldeten Staffeln. Bei mehreren Staffeln wurden Juniorensportler in die Staffel berufen.